# Periaeschna unifasciata
Periaeschna unifasciata – gatunek ważki z rodziny żagnicowatych (Aeshnidae).